# Vũ Văn Giai
Vũ Văn Giai (1934–2012), nguyên là một tướng lĩnh của Quân lực Việt Nam Cộng hòa, cấp bậc Chuẩn tướng. Ông xuất thân từ trường Võ bị Liên quân Quốc gia. Ban đầu ông được tuyển chọn về đơn vị Nhảy dù và đã phục vụ ở Binh chủng này một thời gian ngắn. Sau này ông chuyển sang Bộ binh. Trong thời gian tại ngũ, ông đã tuần tự giữ các chức vụ từ Trung đội trưởng cho đến Chỉ huy đơn vị Bộ binh cấp Sư đoàn.

## Tiểu sử & Binh ghiệp
Ông sinh ngày 12 tháng 5 năm 1934 trong một gia đình trung nông tại Làng Duy Tắc, huyện Giao Thủy, Tỉnh Nam Định, miền Bắc Việt Nam. Thời niên thiếu, ông đã học qua các trường: Tiểu học Văn Lang, Hà Nội (niên khóa 1945–1946). Tiểu học Nguyễn Khuyến, Nam Định (1946–1948), Trung học Hồ Ngọc Cẩn, Bùi Chu (1949–1951). Tốt nghiệp với văn bằng Thành Chung.

### Quân đội Quốc gia Việt Nam
Tháng 9 năm 1953, ông tình nguyện nhập ngũ vào Quân đội Quốc gia, mang số quân: 54/304.295. Theo học khóa 10 Trần Bình Trọng tại trường Võ bị Liên quân Đà Lạt, khai giảng ngày 1 tháng 10 năm 1953 thuộc Trung đội 15 khóa sinh do Thiếu úy Nguyễn Bá Thìn làm Trung đội trưởng. Ngày 1 tháng 6 năm 1954 mãn khóa tốt nghiệp với cấp bậc Thiếu úy hiện dịch.
Ra trường, ông tình nguyện gia nhập đơn vị Nhảy dù, theo học khóa căn bản Binh chủng tại Trung tâm Huấn luyện Nhảy dù trong thời gian 1 tháng. Đầu tháng 7 năm 1954, mãn khóa căn bản, ông được thuyên chuyển về Tiểu đoàn 5 Nhảy dù và được cử giữ chức vụ Trung đội trưởng trong Đại đội 4 đồn trú tại trường Bưởi cạnh Hồ Tây, Hà Nội. Sau Hiệp định Genève, ông theo đơn vị di chuyển vào Nam bằng đường không vận và đồn trú tại bãi biển Mỹ Khê, Đà Nẵng. Tháng 10 cùng năm từ Đà Nẵng di chuyển bằng đường Hỏa xa vào Nha Trang, trú đóng tại Đồng Đế. Cuối năm này, ông được cử theo học khóa Huấn luyện viên Nhảy dù tại Đà Nẵng và Sài Gòn 3 tháng.

### Quân đội Việt nam Cộng hòa
Trung tuần tháng 1 năm 1955, ông được cử làm sĩ quan An ninh của Tiểu đoàn 5 Nhảy dù. Sau đó, ông cùng đơn vị chuyển sang phục vụ Quân đội Việt Nam Cộng hòa mới được cải danh từ Quân đội Quốc gia. Đầu tháng 6 năm 1956, ông được thăng cấp Trung úy và được cử giữ chức vụ Đại đội trưởng Đại đội 3 của Tiểu đoàn 5, đồn trú tại Thủ Đức.
Đầu năm 1957, ông được cử đi học khóa sĩ quan Tình báo tại Trường Cây Mai, Sài Gòn. Cuối năm này, ông tiếp tục được đi du học khóa Bộ binh cao cấp và Nhảy dù tại trường Võ bị Lục quân ở Fort Benning, Columbus, Georgia, Hoa Kỳ.
Đầu năm 1960, ông được chuyển sang nhiệm vụ mới và rời khỏi Binh chủng Nhảy dù. Ngay sau đó, ông được chỉ định chức vụ Đại đội trưởng Đại đội 2 thuộc Tiểu đoàn Sơn cước đồn trú tại trại Kateca, An Khê, Pleiku. Khi Tiểu đoàn Sơn cước giải tán để thành lập Tiểu đoàn 10 Công vụ đồn trú tại nội thành Huế, ông được giữ chức vụ Tiểu đoàn phó. Tháng 8 cùng năm, ông chuyển đi nhận chức vụ Đại đội trưởng Đại đội Biệt kích Thượng Rhé. Tháng 2 năm 1961, ông được thăng cấp Đại úy. Tháng 6 cùng năm, ông được cử đi học khóa sĩ quan cán bộ Biệt động quân tại Trung tâm Huấn luyện Hòa Cầm, Đà Nẵng. Đầu năm 1962, ông được giao trách nhiệm mới với chức vụ Tỉnh đoàn phó Bảo an kiêm Chỉ huy trưởng Trung tâm huấn luyện Dân vệ (Nghĩa quân) tỉnh Thừa Thiên.
Sau cuộc đảo chính Tổng thống Ngô Đình Diệm ngày 1 tháng 11 năm 1963, ông được cử làm Chỉ huy trưởng Lực lượng Đặc biệt Khu 11 chiến thuật tại Huế. Sau đó làm Trưởng trại Lực lượng Đặc biệt tại Khe Sanh. Đầu năm 1964, ông được chuyển về Sư đoàn 1 Bộ binh giữ chức vụ Trưởng phòng 2 tại Bộ tư lệnh Sư đoàn thay thế Đại úy Nguyễn Văn Điềm. Thời điểm này Tư lệnh Sư đoàn 1 Bộ binh là Thiếu tướng Nguyễn Văn Chuân.
Đầu năm 1965, ông được cử làm Phó Tỉnh trưởng Nội an kiêm Tiểu khu phó Quảng Nam. Ngày Quốc khánh Đệ Nhị Cộng hòa 1 tháng 11 cùng năm, ông được thăng cấp Thiếu tá và được cử đi du học khóa Tình báo cao cấp tại Trường Fort Hollabird, Baltimore, Tiểu bang Maryland, Hoa Kỳ. Đầu tháng 3 năm 1966 mãn khóa, về phục vụ tại Trung tâm Quân báo thuộc Bộ Tổng tham mưu. Ngay sau đó chuyển ra đơn vị bộ binh ông được chỉ định làm Biệt đội trưởng Biệt đội 6 Quân báo cạnh Phòng 2 tại Bộ tư lệnh Sư đoàn 25 Bộ binh do Chuẩn tướng Phan Trọng Chinh làm Tư lệnh Sư đoàn.
Tháng 6 năm 1966, ông thuyên chuyển ra Quân khu 1 và được cử giữ chức vụ Trung đoàn trưởng Trung đoàn 2 thuộc Sư đoàn 1 Bộ binh kiêm Biệt khu trưởng Biệt khu Giới tuyến, đồn trú tại Đông Hà, Quảng Trị thay thế Thiếu tá Lại Văn Khuy. Ngày Quân lực 19 tháng 6 năm 1967, ông được thăng cấp Trung tá tại nhiệm. Đầu tháng 2 năm 1969, ông được thăng cấp Đại tá tại nhiệm. Tháng 6 cùng năm, ông được cử giữ chức vụ Phụ tá hành quân cho Tư lệnh Sư đoàn 1 kiêm Chỉ huy trưởng Bộ Chỉ huy Tiền phương Sư đoàn tại Ái Tử, Quảng Trị. Đầu năm 1970, ông chính thức được được cử vào chức vụ Tư lệnh phó Sư đoàn 1 Bộ binh.
Trong suốt thời gian phục vụ ở Sư đoàn 1 Bộ binh, ông đã trải qua 2 vị Tư lệnh Sư đoàn là Thiếu tướng Ngô Quang Trưởng (6/1966-8/1970) và Thiếu tướng Phạm Văn Phú (8/1970-11/1972).
Trung tuần tháng 4 năm 1971, ông được thăng cấp Chuẩn tướng tại nhiệm. Ngày Quốc khánh 1 tháng 11 cùng năm, ông được bổ nhiệm làm Tư lệnh đầu tiên của Sư đoàn 3 Bộ binh tân lập, Bộ tư lệnh đặt tại căn cứ Ái Tử, Quảng Trị.
Đầu tháng 5 năm 1972, sau khi Sư đoàn 3 Bộ binh dưới quyền chỉ huy của ông bị tan hàng tại phòng tuyến Quảng Trị, ông bị cách chức Tư lệnh Sư đoàn 3. Đại tá Ngô Văn Chung, Phó Tư lệnh được cử Phụ trách Tư lệnh Sư đoàn trong thời gian tái trang bị, bổ sung quân số và chờ bổ nhiệm Tư lệnh mới.
Sau đó, ông bị đưa ra xét xử trước Tòa án Mặt trận tại Sài Gòn và bị kết án 5 năm tù về tội để mất Quảng Trị. Ông đã thụ án được 3 năm tại Đề lao Chí Hòa, Sài Gòn thì xảy ra biến cố 30 tháng 4 năm 1975.

## 1975
Sau sự kiện 30 tháng 4 năm 1975, ông bị Chính quyền mới chuyển từ nhà tù Chí Hòa qua các trại tù: Quang Trung, Hóc Môn, Hoàng Liên Sơn, Hà Sơn Bình. Đến ngày 9 tháng 9 năm 1987 ông mới được trả tự do.
Ngày 3 tháng 3 năm 1990, ông cùng gia đình xuất cảnh theo diện H.O do Chính phủ Hoa Kỳ bảo lãnh và định cư tại Stanton, Nam California. Hoa Kỳ.
Ngày 13 tháng 10 năm 2012, ông từ trần tại Garden Grove, cũng thuộc miền Nam California, Hoa Kỳ. Hưởng thọ 78 tuổi.

## Huy chương
-Bảo quốc Huân chương đệ tứ đẳng (ân thưởng)
-Chương mỹ Bội tinh đệ nhất hạng
-10 huy chương Anh dũng Bội tinh với nhành Dương liễu
-2 huy chương Anh dũng Bội tinh ngôi sao bạc
-2 huy chương Anh dũng Bội tinh ngôi sao đồng
-2 huy chương sao bạc (Hoa Kỳ)
-2 huy chương sao đồng (Hoa Kỳ)
-Một số huy chương quân sự và dân sự

## Gia đình
- Thân phụ: Vũ Viết Trí
- Thân mấu: Đoàn Thị Tín
- Nhạc phụ: Phan Xuân Nguyên
- Nhạc mẫu: Ngũ Thiếu Lan
- Bào tỷ: Vũ Thị Na
- Bào huynh: Vũ Văn Tri, Vũ Quang Rong
- Phu nhân: Phan Ly Ly

Ông bà có năm người con (2 trai, 3 gái):
Vũ Thị Kim Phượng, Vũ Thị Thu Nguyệt, Vũ Hồng Đức, Vũ Kim Liên, Vũ Tiến Dũng